# ТЕС Тобрук
32°3′33.7″ пн. ш. 23°58′53.4″ сх. д. / 32.059361° пн. ш. 23.981500° сх. д.
ТЕС Тобрук — теплова електростанція на північному сході Лівії (історичний регіон Киренаїка), розташована на узбережжі Середземного моря за кілька кілометрів на схід від міста Тобрук. 
У 1983 році на майданчику ТЕС встановили дві парові турбіни виробництва компанії Brown Boveri and Cie (в майбутньому стала частиною відомого концерну ABB) типу KT-DK2G063 потужністю по 65 МВт (можливо відзначити, що за кілька років точно таку ж чергу ввели в експлуатацію на розташованій дещо далі на захід ТЕС Дерна). Як паливо вони споживають нафтопродукти (газопровід із Марса-Брега станом на середину 2010-х років прокладено лише до Бенгазі), а для охолодження використовується морська вода. 
Також можна відзначити, що в одній будівлі машинного залу з зазначеним вище обладнанням з 1978 року працюють п'ять турбін загальною потужністю 127 МВт, які входять до складу заводу з опріснення води.
Осінню 2017 року, на тлі зростання споживання та кризової ситуації із задоволенням попиту, уклали контракт з грецькою компанією METKA щодо спорудження на майданчику станції нової черги потужністю 740 МВт, яка складатиметься із чотирьох встановлених на роботу у відкритому циклі газових турбін General Electric типу GT13E2. При цьому було анонсовано, що перша з них має стати до ладу вже в середині 2018-го. Цікавою особливістю замовлення стало підписання з інтервалом у тиждень двох угод з METKA: першу уклала компанія GAEREL, створена альтернативним урядом Лівії, що базується на сході країни, а другу — компанія GECOL, котра діє від імені триполійського уряду.